# Educația religioasă în România
De la Revoluția Română din 1989, care a pus capăt regimului comunist din România, cele 18 confesiuni religioase recunoscute oficial au avut oportunitatea de a-și recâștiga bunurile confiscate după 1945, începând cu venirea la putere a guvernului comunist condus de Petru Groza. În această perioadă, Partidul Comunist Român a inițiat o amplă campanie de secularizare, având ca scop transformarea României într-un stat ateu, conform ideologiei marxist-leniniste.
După Revoluție, s-au înregistrat presiuni semnificative pentru reintroducerea educației religioase în școlile publice și pentru acordarea unui sprijin financiar substanțial instituțiilor teologice. Obiectivul era restabilirea rolului bisericii în societate prin implicarea clerului în diverse domenii, precum asistența socială și medicală. Deși educația religioasă a devenit opțională, biserica a obținut succese semnificative în primele etape ale tranziției.

## Educația religioasă în perioada comunistă
Înainte și pe parcursul regimului comunist, viața religioasă a fost strict controlată de stat. Un departament guvernamental special se ocupa de gestionarea afacerilor religioase, iar Securitatea a instituit un sistem de supraveghere a activităților religioase, concentrându-se în special pe grupurile și persoanele considerate ostile noului regim. Documente desecretizate au confirmat amploarea acestei supravegheri.

## Reintroducerea educației religioase după 1989
După decenii de politică de stat ateistă, una dintre primele solicitări ale bisericilor a fost reintroducerea educației religioase în școlile publice. În ianuarie 1990, la scurt timp după căderea regimului comunist, noul secretar de stat pentru culte religioase, Nicolae Stoicescu și Sfântul Sinod al Bisericii Ortodoxe Române au susținut introducerea acestei discipline la toate nivelurile de învățământ preuniversitar. Religia a devenit o materie opțională, la care pot participa toți elevii, indiferent de credințele lor.
În 1995, Senatul a dezbătut un proiect de lege privind învățământul preuniversitar, acordând o atenție deosebită educației religioase. S-a propus ca religia să fie obligatorie în învățământul primar și opțională în cel secundar, cu posibilitatea de a alege cursuri de morală religioasă.
În 2014, Curtea Constituțională a României a analizat constituționalitatea prevederilor legale privind înscrierea elevilor la orele de religie. În motivarea deciziei, Curtea a subliniat că libertatea conștiinței implică și dreptul de a nu adera la o anumită religie. Prin urmare, înscrierea automată a elevilor la orele de religie încalcă acest drept fundamental. În consecință, Curtea a decis că părinții trebuie să solicite în scris înscrierea copiilor la orele de religie.

## Evoluții recente și provocări
România are o majoritate creștin-ortodoxă semnificativă, dar și minorități semnificative de catolici și protestanți. De asemenea, există comunități musulmane și evreiești. În urma deciziei Curții, organizarea educației religioase, în special în școlile primare, a fost reorganizată pentru a se conforma noilor prevederi legale.
Deși există un deficit de cadre didactice calificate în domeniul religiei, Biserica Ortodoxă Română, cea mai mare confesiune din țară, dispune de o rețea de seminarii și facultăți de teologie care formează preoți și profesori de religie. Cu toate acestea, nevoia de personal calificat rămâne o provocare.

## Legături externe
- Avem nevoie de un învățământ confesional?, 1 iulie 2008, Constantin Cucoș, ziarullumina.ro